# Point of Entry
Point Of Entry è il settimo studio album della heavy metal band britannica Judas Priest, uscito nel 1981.

## Il Disco
L'album presenta i Priest con le classiche sonorità heavy metal che li contraddistinguono, ma tutto l'album, in particolare alcune tracce come You Say Yes, All The Way o Turning Circles, ha una direzione più commerciale rispetto ai soliti standard della band. Nonostante non sia uno degli album più memorabili del gruppo, le vendite furono comunque buone, visto che Point Of Entry succede ad un classico, British Steel, che l'anno precedente riscosse un ottimo successo. Alcuni pezzi come Heading Out To The Highway, Hot Rockin' e Desert Plains sono spesso suonati dalla band dal vivo. Nella versione rimasterizzata del brano sono presenti anche Thunder Road, la cui melodia è stata in parte ripresa nella stesura di Johnny B. Goode, canzone presente nell'album Ram It Down, e una versione live proprio di Desert Plains.

## Tracce
Tutte le tracce sono state scritte da K.K. Downing/Rob Halford/Glenn Tipton tranne Thunder Road, scritta da Rob Halford/Glenn Tipton.
1. Heading Out To The Highway - 3.47
2. Don't Go - 3.18
3. Hot Rockin' - 3.17
4. Turning Circles - 3.42
5. Desert Plains - 4.36
6. Solar Angels - 4.04
7. You Say Yes - 3.29
8. All The Way - 3.42
9. Troubleshooter - 4.00
10. On The Run - 3.47

Remastered Bonus Tracks:
1. Thunder Road - 5.12
2. Desert Plains (live) - 5.06

## Formazione
- Rob Halford - voce
- Glenn Tipton - chitarra
- K.K. Downing - chitarra
- Ian Hill - basso
- Dave Holland - batteria